# 上海越剧院
上海越剧院，成立于1955年，为中国越剧演出团体之一，總部位於上海。

## 历史
上海越剧院的前身可以追溯到民国时期的雪声剧团、玉兰剧团等越剧剧团。
1950年4月，雪声剧团及云华剧团的一部分合并为华东越剧实验剧团。
1955年3月，上海越剧院正式成立，由华东越剧实验剧团所属一团与华东越剧实验剧团二团为基础成立。袁雪芬任第一任院长。
2011年，上海越剧院由文新报业集团劃歸上海戏曲艺术中心管理。

## 主要作品

### 越剧
《梁山伯与祝英台》、《西厢记》、《红楼梦》、《祥林嫂》被称为上海越剧院四大经典剧目
除此之外，越剧剧目还有《忠魂曲》、《三月春潮》、《鲁迅在广州》、《汉文皇后》、《花中君子》、《孔雀东南飞》、《西园记》、《莲花女传奇》、《魂断铜雀台》、《王子复仇记》、《玉簪记》、《舞台姐妹》、《杨乃武》、《沙漠王子》等

### 电影
- 越剧电影《梁山伯与祝英台》为中国大陆第一部彩色电影。

## 著名人物

### 演员
- 袁雪芬
- 范瑞娟
- 王文娟
- 徐玉兰
- 单仰萍
- 赵志刚
- 刘觉
- 钱惠丽
- 方亚芬
- 陈颖
- 章瑞虹
- 黄慧

### 编剧
- 李莉